# Orciano di Pesaro
Orciano di Pesaro (Orciàn in dialetto gallo-piceno) è un municipio di 2 006 abitanti del comune di Terre Roveresche, in provincia di Pesaro e Urbino nelle Marche
Fino al 31 dicembre 2016 ha costituito un comune autonomo, che confinava con i comuni di Barchi, Mondavio, Monte Porzio, Montemaggiore al Metauro, San Giorgio di Pesaro, Sant'Ippolito e Serrungarina.

## Geografia fisica

Territorio dell'ex-comune di Orciano di Pesaro nella provincia di Pesaro e Urbino

Paese dell'entroterra marchigiano, sorge sulla sommità di un'ampia collina spartiacque che si eleva tra le valli del fiume Metauro e del fiume Cesano nell'entroterra fanese. Dista circa 25 km in linea d'aria da Pesaro, capoluogo di provincia, e 45 km da Ancona, capoluogo di regione. Il territorio municipale si estende per 24 km quadrati ed è prevalentemente di natura collinare, in una posizione a 267 m sul livello del mare. Le frazioni si estendono in direzione nord-ovest rispetto al centro del paese e sono: Rupoli, Montebello e Schieppe, situata nelle vicinanze della superstrada E78 e del fiume Metauro.

## Storia
(Agostino Scipioni, Topografia statistica di Orciano, Pesaro 1860)

### Ipotesi etimologiche del toponimo

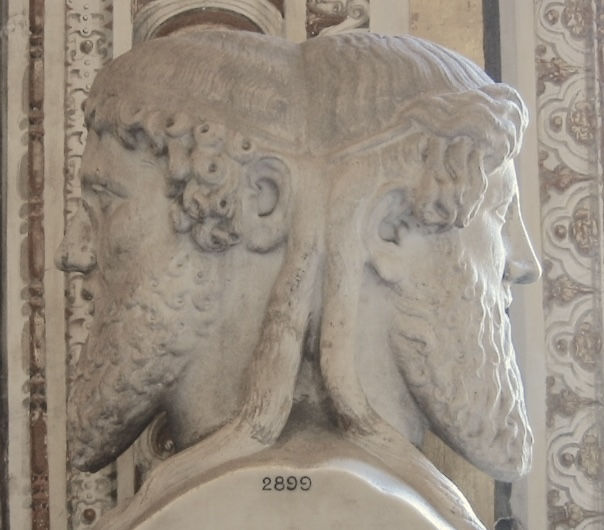
Il dio Giano.

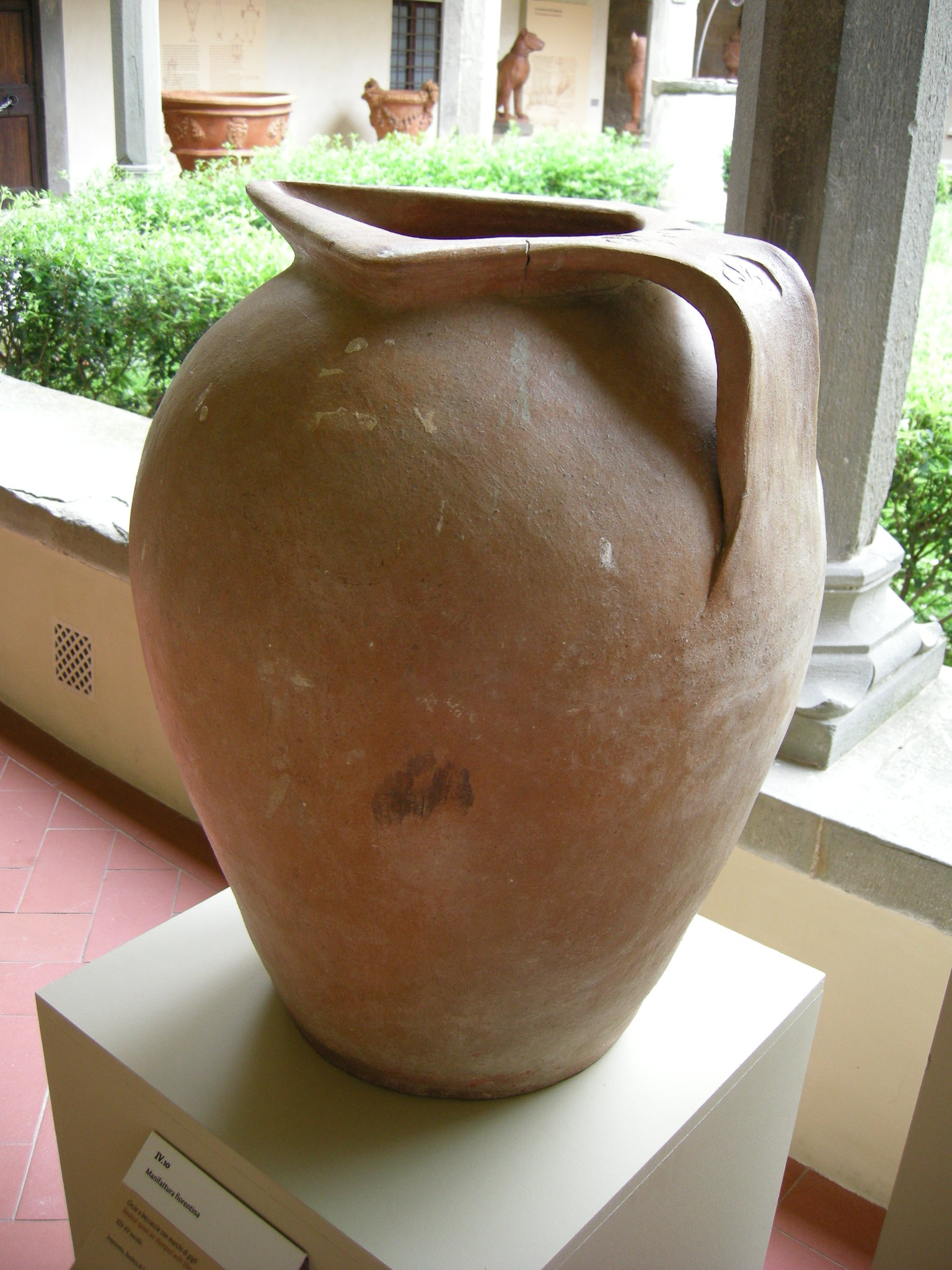
L'orcio.

Da alcuni manoscritti sopravvissuti all'incendio dell'archivio dello Stato di Urbino, provocato da Lorenzo dei Medici tra il 1516 e il 1517, si rileva l'esistenza di una selva boscosa ben estesa nel luogo in cui oggi sorge Orciano. Secondo Agostino Scipioni, storico segretario municipale, le ipotesi etimologiche sono due.
La prima spiegazione etimologica vuole che all'interno della selva si trovasse il tempio del dio Giano, divinità pagana che preannunciava il futuro. In quel tempio vi si recavano i devoti che cercavano risposte dall'oracolo che in cambio portavano delle offerte, quali monete d'oro e d'argento, che venivano poste all'interno di un vaso di creta a forma di orcio sopra all'altare del dio. Grazie alle offerte prelevate dall'urna venne costruito un piccolo castello sul colle Palatino, odierno Monte Palazzino, il quale però venne completamente distrutto durante l'invasione dei Goti. Come supposto da Agostino Scipioni, il nome "Orciano" dovrebbe la sua etimologia all'urna del dio pagano, l'orcio di Giano, (LA)  ŭrceus Iāni, da cui le trasformazioni in Urgiano, Urceano, Urciano e infine Orciano.
L'altra spiegazione dell'etimologia, fornita dallo stesso Scipioni, risale alla battaglia del Metauro del 207 a.C., combattuta tra i romani e i cartaginesi di Asdrubale. Dopo la vittoria dei romani, il console Tiberio Claudio Nerone andava alla ricerca di Annone, generale di Asdrubale, con l'ordine latino: "Urgeat Annonem!", ovvero "Si insegua Annone!", da cui "Urgeat" probabilmente sarebbe mutato in Urgeano e infine in Orciano.
Una congettura finale di Scipioni lascia però intendere che l'origine più probabile del nome sia la prima.

### Origine del castello medioevale
Lo storico Pietro Maria Amiani scrive, nel 1751, Memorie istoriche della città di Fano nel quale parla di un'origine assai antica di Orciano. Su questo pare siano d'accordo anche i cartografi Abramo Ortelio, Giovanni Antonio Magini e Vincenzo Maria Coronelli. Lo storico Sebastiano Macci di Casteldurante nel De bello Asdrubalis narra la fondazione di un nucleo abitativo ad opera di cartaginesi in fuga dalla battaglia del Metauro del 207 a.C. Una prova di ciò sarebbe il ritrovamento, nel 1759, di una zanna d'elefante dell'epoca, che il celebre magistrato orcianese Cosimo Betti donò all'amico letterato Giovan Battista Passeri, attualmente conservata presso il museo archeologico oliveriano di Pesaro.
Notizie più certe si hanno a partire dal VII secolo, periodo in cui, con l'avvento del cristianesimo, la popolazione abitante ad Orciano aderì alla fede in Cristo, lasciando le abitudini pagane: il tempio di Giano fu demolito e fu innalzata la chiesa di Santa Maria della Pieve, di cui si ha testimonianza dell'esistenza grazie a due bolle pontificie, pubblicate dall'Amiani, del 5 maggio 1156 di papa Adriano IV e del 18 aprile 1178 di papa Alessandro III. Con il nome di "pieve", si indicava una chiesa rurale con annesso il battistero ed era consuetudine già nell'alto medioevo di considerarla "chiesa matrice", da cui dipendevano altre chiese e cappelle prive di battistero. La Pieve infatti sarebbe sorta con molta probabilità nell'alto medioevo, intorno al V secolo, e avrebbe assunto potere sulle altre chiese e cappelle del territorio. Tuttavia della pieve, situata in origine con ogni probabilità nella zona corrispondente all'attuale via Pieve Canneti, oggi non rimane quasi più nulla se non il battistero di marmo, ritrovato durante gli scavi del 1814.
L'origine del primo vero nucleo abitativo di Orciano è legata quindi alla costruzione della chiesa della Pieve e al disboscamento della selva boscosa nel punto più alto della collina, per la costruzione del grande castello medioevale cui seguì anche la costruzione di spesse cinta murarie, attribuite da alcuni storici all'opera degli illirici. Nel 700 il castello faceva parte dell'Esarcato di Ravenna, governato a quel tempo dall'esarca Eutichio. Eutichio volle dar prova di subordinazione al vescovo di Fano San Paterniano, donando la chiesa di Santa Maria della Pieve e metà del castello di Orciano al monastero della città di Fano, allora sotto custodia benedettina. Queste donazioni furono confermate ai benedettini da papa Zaccaria nel 743, quando si fermò a Fano prima di dirigersi a Ravenna a firmare la pace con il re longobardo Liutprando. E il dominio dei benedettini fu confermato, arricchito e protetto dai papi Adriano IV e Alessandro III, con le bolle già citate in precedenza. L'imperatore Federico Barbarossa, nemico della Santa Sede, volle conquistare le simpatie fanesi, togliendo ai monaci benedettini i castelli che possedevano, e sottopose perciò il castello di Orciano al governatorato della città di Fano nel 1192. In seguito, il figlio di Barbarossa Enrico VI, costituì il castello di Orciano in feudo nel 1196, insieme con Mondavio, Mondolfo, San Costanzo e Pergola, e lo donò in un secondo momento alla famiglia ghibellina degli Ubaldini di Tiferno.

### Periodo dei Malatesta

Blasone dei Malatesta.

Nel 1306 i Malatesta, signori di Rimini, occuparono una prima volta il castello di Orciano e dopo alcuni episodi, Galeotto I Malatesta ne entrò in possesso nel 1339, quando usurpò Fano e il relativo contado formato da diciotto castelli, tra cui Orciano. Papa Clemente VI confermò nel 1343 l'impresa di Galeotto, ma questo senza interessarsi di chiedere delibera pontificia, nominò quattro anni più avanti sette capitani che amministrassero il vicariato dei diciotto castelli. Uno dei capitani fu di reggenza a Mondavio ed ebbe il controllo inoltre del castello di Orciano, di San Costanzo e di Montemaggiore. Per il mantenimento delle forze armate, Galeotto forzò gli abitanti di Orciano a ingenti pagamenti di tasse per il finanziamento delle forze armate, così le popolazioni si ribellarono e insorsero contro Galeotto e i suoi capitani. Galeotto si vendicò sul castello di Orciano con le sue milizie e al suo passaggio vi lasciò macerie e vittime.
Fu nell'anno 1348 che, per frenare e dissolvere la rabbia degli abitanti e per attrarre il loro consenso, Galeotto vi fece costruire la Porta detta "di sotto" e la "Torre", quest'ultima più nota nei secoli come "Torre Malatestiana", che in realtà doveva servire da osservatorio contro le possibili avanzate dei capi ribelli orcianesi. Nella Porta "di sotto", che costituiva l'accesso principale al castello, gli orcianesi ormai in balìa della giurisdizione di Galeotto Malatesta vi fecero incastonare l'arme dei Malatesta, scolpita in pietra arenaria. Dell'antica porta d'accesso principale di epoca malatestiana non rimane alcuna traccia, poiché fu sostituita dall'opera, un secolo più tarda, di Giovanni Della Rovere, ancor'oggi apprezzabile.
Nel 1356 Galeotto Maletesta fu sconfitto dalle truppe del cardinale ispanico Egidio Albornoz presso Paterno, nei pressi di Ancona. Orciano tornò sotto la città di Fano per decisione del cardinale Albornoz, ma dalla città fanese passò di nuovo a Galeotto Malatesta, che ottenne tuttavia il perdono dal papa avignonese Innocenzo VI con una lettera del 20 giugno 1355, nella quale fu confermato Signore di Fano e a cui seguì anche il nuovo titolo di Vicario della Santa Sede.
A Galeotto, morto a Cesena a ottantasei anni nel 1386, successe il figlio minore Pandolfo III Malatesta, alla tenera età di 14 anni. Pandolfo III fu Signore di Fano e Senigallia e Vicario di Mondavio, nella cui vicaria vi era il castello di Orciano. Durante l'età minorile fu seguito nel governo dalla madre Gentile Da Varano (figlia di Rodolfo II Da Varano) e dal fratello maggiore Carlo. Alla morte di Pandolfo III, seguì il governo del figlio Galeotto Roberto, insieme ai fratelli Sigismondo Pandolfo e Domenico (detto Novello), guidati dalla moglie del defunto Carlo I, Elisabetta Gonzaga.

### Periodo dei da Montefeltro e Della Rovere

Blasone dei da Montefeltro.

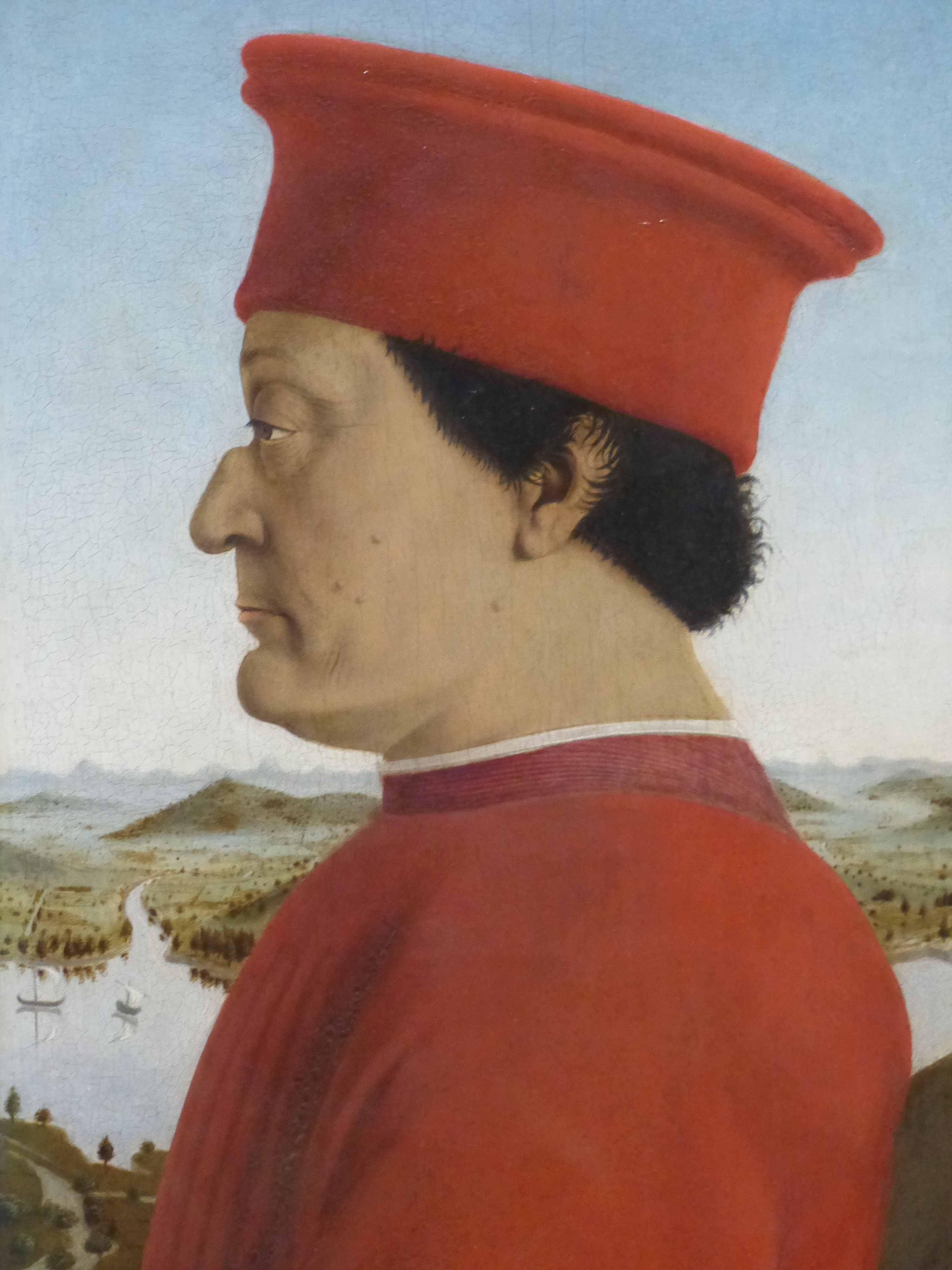
Piero della Francesca, Ritratto di Federico da Montefeltro, (1465-1472 circa).

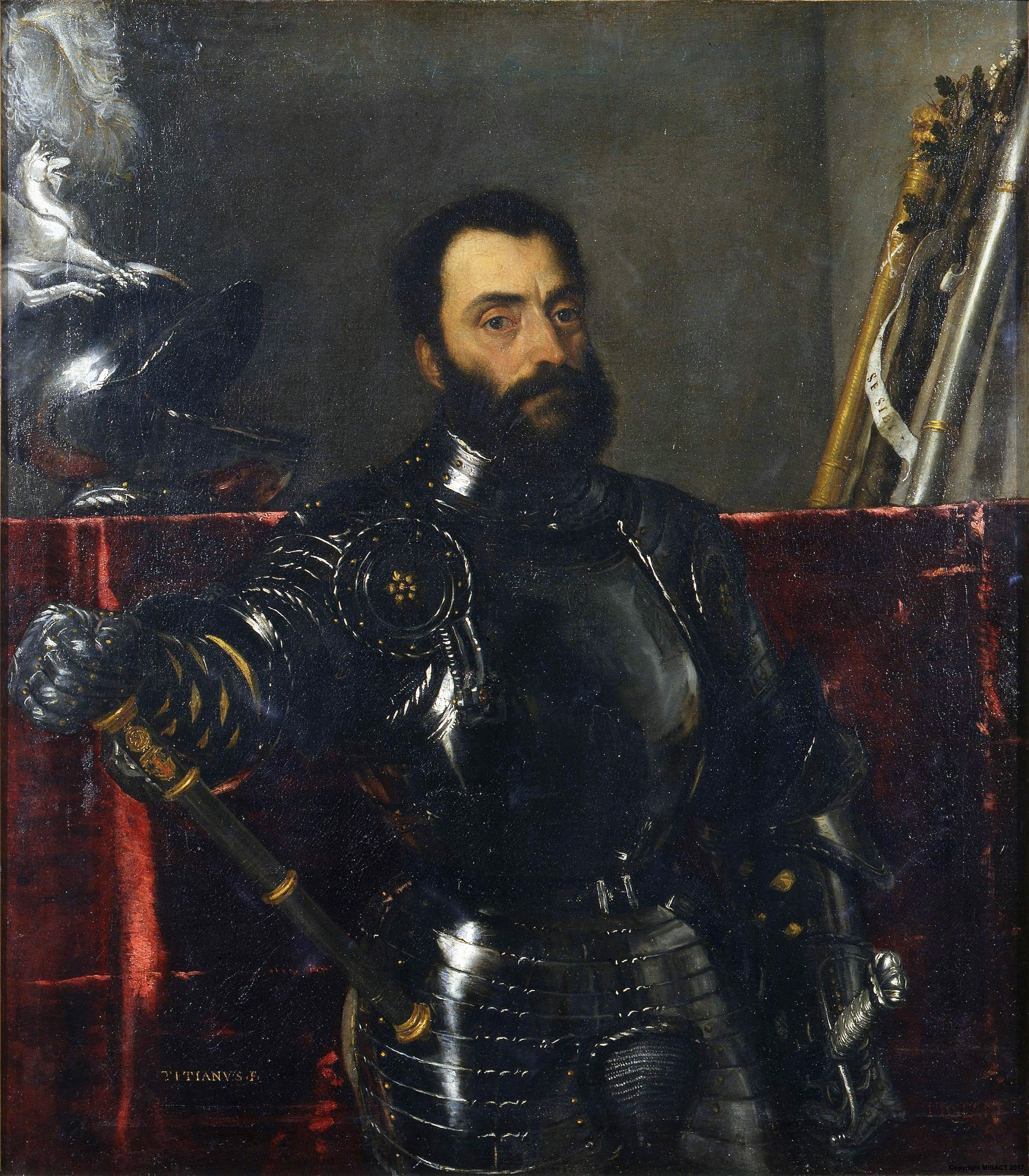
Tiziano, Ritratto di Francesco Maria Della Rovere, Uffizi.

Blasone dei Della Rovere.

Rimase al governo Sigismondo Pandolfo che, il 25 settembre 1463, fu sconfitto alla foce del fiume Cesano da Federico da Montefeltro, conte d'Urbino, sotto le dipendenze di papa Pio II. Sigismondo rimase tuttavia signore di Rimini ma perse il vicariato di Fano, Mondavio e Senigallia, che ritornarono sotto il potere diretto della chiesa, dapprima nelle mani di papa Pio II, poi di papa Paolo II e infine di papa Sisto IV Della Rovere, eletto romano pontefice nel 1471. Proprio sotto il pontificato di quest'ultimo iniziò il lungo periodo del dominio dei Della Rovere, di origine ligure, nel territorio marchigiano. Il papa nepotista collocò i suoi sei nipoti in importanti cariche ecclesiastiche e laiche: tra questi, Giuliano Della Rovere, che divenne in seguito papa con il nome di Giulio II, mentre Giovanni Della Rovere divenne il vicario pro tempore della Chiesa romana sulla signoria di Senigallia e sulla vicaria di Mondavio. Siccome Giovanni della Rovere aveva solo diciassette anni all'avvio dell'incarico, il controllo del vicariato di Mondavio spettò in primo tempo al Conte di Urbino, Federico da Montefeltro.
I rapporti tra i Montefeltro e i Della Rovere si fecero più concreti con il matrimonio tra Giovanni Della Rovere e Giovanna da Montefeltro, figlia di Federico. Per quell'occasione il papa donò con abilità diplomatica il titolo di duca di Urbino a Federico da Montefeltro, con la bolla del 23 agosto 1474; il disegno del papa, con l'ufficializzazione del legame tra i Della Rovere e i Montefeltro, era evidente: unire il vicariato di Mondavio e la signoria di Senigallia al Ducato di Urbino. Questo progetto si realizzò con il figlio di Giovanni della Rovere e Giovanna Da Montefeltro, Francesco Maria I Della Rovere. Il blasone dei Della Rovere recava la rovere ghiandifera che, grazie il matrimonio, si arricchì degli stemmi dei Montefeltro e degli Aragona, poiché Giovanni Della Rovere fu adottato da Ferdinando I d'Aragona, re di Napoli.
Giovanni della Rovere a Orciano portò la costruzione di nuove cinta murarie e di una nuova porta d'ingresso principale sud-ovest al castello con la porta ad arco a botte, al di sopra della quale si erge il suo blasone con la iscrizione IO DUX, in riferimento al suo ducato di Sora, oppure un probabile riferimento al ducato di Urbino. Il blasone presente sopra la porta d'accesso principale è inquartato: riporta lo stemma degli Aragona nel primo e nel quarto quadrante, la rovere ghiandifera dei Della Rovere nel secondo e lo stemma dei da Montefeltro nel terzo. Sormonta il tutto l'elmo nobiliare e la sfinge senza ali con sette serpenti in testa, sotto i quali vi è un cartiglio, in cui si legge: HINC [VIRTUTES] NOSTRAS LICET ESTIMARE, ovvero "Da ciò si possono valutare le nostre [doti]".
A Giovanni Della Rovere si deve anche la costruzione della Chiesa di Santa Maria Novella, progettata dall'architetto Baccio Pontelli, che decise di integrarvi la preesistente Torre Malatestiana. Giovanni Della Rovere lasciò il suo potere al figlio nel 1501, data della sua morte. Francesco Maria I Della Rovere, undicenne, fu inviato dallo zio paterno, il cardinale Giuliano della Rovere (futuro papa Giulio II), presso lo zio materno, il duca Guidobaldo I da Montefeltro. Presto iniziarono i contrasti con il duca Valentino, Cesare Borgia, retto dal pontefice Alessandro VI, che nel 1502 si impossessò della città di Urbino con inganno. Tra il 1502 e il 1503 le truppe di Borgia occuparono Orciano e i paesi limitrofi fino alla morte di papa Borgia e la successione di papa Giulio II Della Rovere, che fece cessare immediatamente il potere del duca Valentino. Alla morte del duca Guidobaldo della Rovere, il nipote Francesco Maria I Della Rovere divenne duca di Urbino, signore di Mondavio e di Senigallia.
Tuttavia, con la successione al soglio pontificio di papa Leone X della famiglia de' Medici, il Ducato di Urbino fu affidato a Lorenzo de' Medici. A Orciano, Giovanni De' Medici dalle Bande Nere alloggiò per alcuni giorni per organizzare la guerra di Urbino, che terminò con la sconfitta dei de' Medici. Orciano tornò sotto Francesco Maria I Della Rovere, che morì nel 1538 e il suo regno passò al figlio Guidobaldo II Della Rovere.

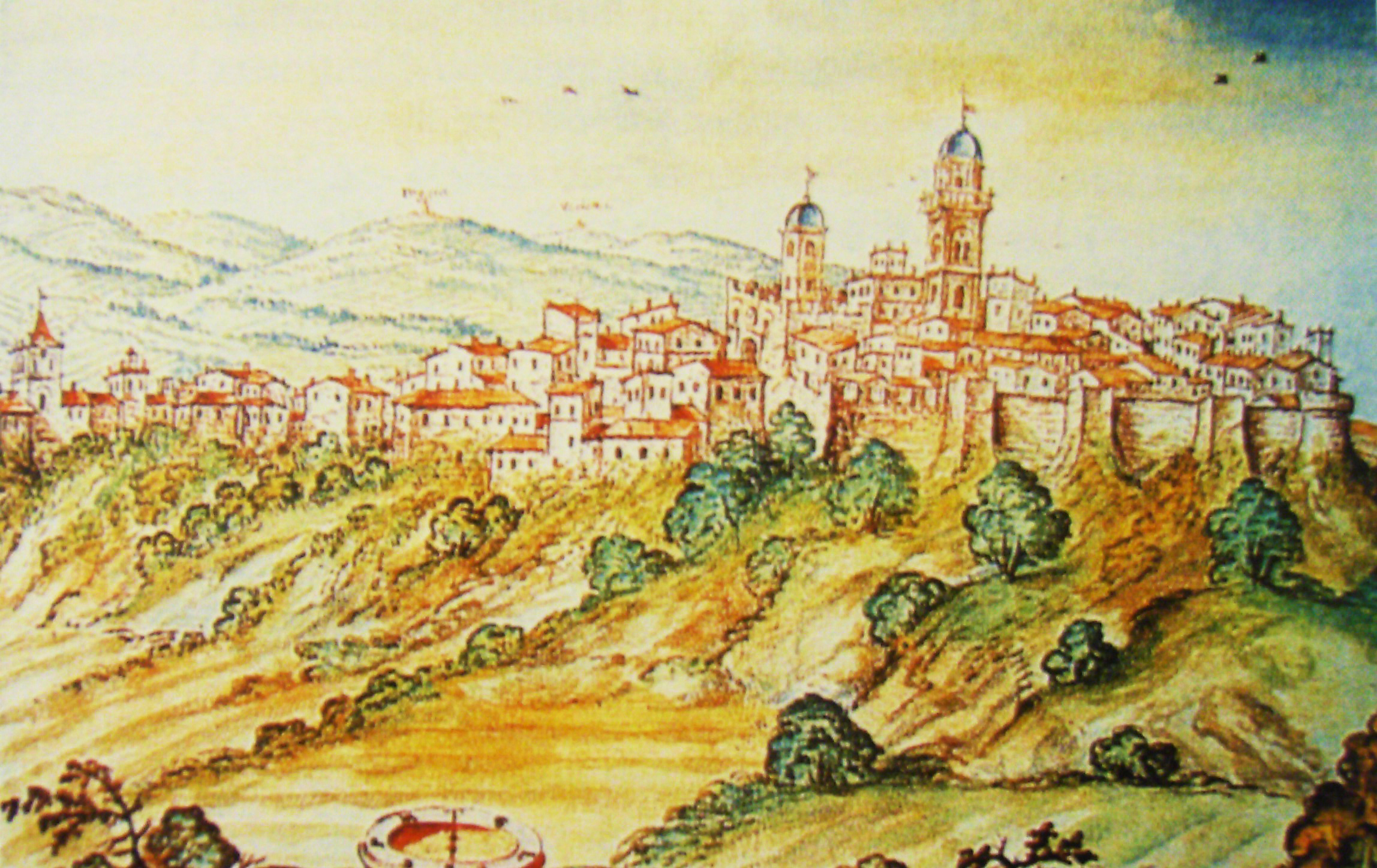
Francesco Mingucci, acquerello di Orciano di Pesaro, 6 aprile 1626. Tratto dal Codice Barberiniano 4434, presso la Biblioteca Vaticana.

### Periodo dello Stato della Chiesa e del Regno d'Italia
Il territorio orcianese fu concesso in feudo dal duca di Urbino Guidobaldo, con il titolo di contea, al generale Antonio Landriani, che divenne conte di Orciano. Egli morì senza eredi diretti nel 1557 e la contea tornò nelle mani del duca. Il feudo fu poi consegnato dal duca Guidobaldo al nipote del Landriani, Pietro Bonarelli, della nobile famiglia dei Bonarelli d'Ancona, cui venne concessa l'aggiunta al proprio del cognome Della Rovere, che divenne perciò conte di Orciano il 6 settembre 1559 e poi fu elevato a marchese, nel 1571, con la costituzione del marchesato di Orciano e Barchi, per concessione di papa Pio V al duca di Urbino. Alla morte di Guidobaldo II divenne duca il figlio Francesco Maria II, che fece prima allontanare e poi condannare ingiustamente il marchese Pietro Bonarelli Della Rovere e il cognato Antonio Stati, conte di Montebello, alla pena di morte, con l'accusa di aver attentato alla sua persona quando era principe.
Per sua fortuna il Bonarelli riuscì a fuggire, ma solo in seguito fu riconosciuto innocente e riabilitato, mentre lo Stati fu imprigionato, torturato e infine decapitato. Orciano tornò quindi sotto il Ducato di Urbino che, nel 1631, fu devoluto alla Santa Sede, con la scomparsa di Francesco Maria II, morto senza eredi, ultimo dei Della Rovere. Nel 1860 i territori della legazione delle Marche, appartenuti fino allora allo Stato della Chiesa, furono annessi al regno di Sardegna sabaudo in seguito alla spedizione dei Mille garibaldina e alla battaglia di Castelfidardo e l'assalto di Ancona. Nel 1861 si costituì il Regno d'Italia.
Il 1º gennaio 2017 Orciano di Pesaro è confluita, insieme a Barchi, Piagge e San Giorgio di Pesaro, nel nuovo comune di Terre Roveresche, in base alla legge regionale n. 28/2016 approvata il 6 dicembre 2016. Il 13 novembre l'istituzione del nuovo comune era stata approvata dai cittadini di San Giorgio di Pesaro in un referendum consultivo con il 72,9% di favorevoli.

### Simboli
Lo stemma del comune era stato riconosciuto con DPCM del 6 marzo 1953.
Il gonfalone, concesso con DPR dell'8 luglio 1980, era un drappo  troncato di verde e bianco.

## Monumenti e luoghi d'interesse

### Torre Malatestiana
Si tratta di un monumento eretto sotto il periodo dei Malatesta, pertanto la fondazione è da collocarsi nel basso medioevo. I cittadini orcianesi insorsero in una ribellione contro Galeotto I Malatesta e la sua folle politica di richiesta monetaria forzosa per il finanziamento bellico; quelle stesse terre dovettero pagare delle dure conseguenze per l'insubordinazione dimostrata, subirono saccheggi e distruzioni da parte delle truppe malatestiane. Inoltre Galeotto, per poter controllare i capi di rivolta, nel 1348 fece costruire a Orciano un'alta torre che potesse fungere da vedetta sui territori limitrofi.
Se da una parte si hanno notizie chiare sull'origine ma non certe in via assoluta, non si può dire la stessa cosa sulla storia successiva della torre. Come citano lo Scipioni e il Serra, nell'anno 1492 l'architetto Baccio Pontelli ebbe l'incarico della costruzione della Chiesa di Santa Maria Nuova e con ardito inglobò la nuova architettura ecclesiastica nella preesistente torre malatestiana; in quest'opera di trasformazione, scrive lo Scipioni, la torre "venne a nuova foggia disposta" e acquisì un carattere esteriore rinascimentale. Inoltre il Betti, il Bonamini e l'Antaldi citano in maniera indipendente un nuovo intervento successivo a quello del Pontelli, del XVI secolo, da parte dell'architetto e ingegnere Filippo Terzi.

### Chiesa di Santa Maria Nuova
La chiesa rinascimentale di Santa Maria prende l'appellativo di "Nuova" per via della preesistente Pieve di Santa Maria. La chiesa Nuova si trova nel cuore del centro storico di Orciano, sulla destra provenendo dal corso Matteotti e dall'ingresso principale al Castello. La sua erezione risale al 1492, per disegno dell'architetto Baccio Pontelli, descritto da Giorgio Vasari come l'architetto di papa Sisto IV in Le vite de' più eccellenti pittori, scultori e architettori.

## Società

### Evoluzione demografica
Abitanti censiti

### Etnie e minoranze straniere
Secondo i dati ISTAT al 1º gennaio 2017 la popolazione straniera residente era di 82 persone e rappresentava il 4,1% della popolazione residente.

## Cultura

### Lettere e arti
Dal XVIII al XIX secolo Orciano fu sede di un'associazione culturale di lettere, scienze e belle arti nota come Accademia dei Tenebrosi. Si è ricostituita nell'anno 1992 e ha ripreso la sua attività culturale con lo scopo di "sviluppare la conoscenza della cultura contemporanea in tutte le sue forme artistiche".

### Eventi
- Il 16 - 17 agosto, in occasione della memoria di San Rocco, si svolge il Mercato antico di San Rocco. Si tratta di una rievocazione di un mercato ottocentesco con vendita di prodotti artigianali. Intorno al mercato si svolge una rievocazione storica in cui tutto il paese è riportato all'Ottocento attraverso i costumi tradizionali d'epoca, il mercato del bestiame e le locande. Le antiche botteghe evocano professioni del passato come quella del cordaio, del vetraio o del ramaio. La manifestazione è organizzata dalla pro-loco di Orciano.

## Amministrazione
Assieme ai comuni di Barchi, Piagge e San Giorgio di Pesaro ha formato l'Unione Roveresca fino al 31 dicembre 2016. Ha fatto parte della Comunità Montana del Metauro fino al 1º gennaio 2011, data di soppressione dello stesso ente locale.
| Periodo           | Periodo          | Primo cittadino     | Partito                                        | Carica  | Note   |
| ----------------- | ---------------- | ------------------- | ---------------------------------------------- | ------- | ------ |
| 3 luglio 1987     | 29 dicembre 1991 | Quinto Bacchiocchi  | Lista civica                                   | Sindaco | [ 19 ] |
| 9 febbraio 1992   | 6 giugno 1992    | Guerrino Paupini    | Lista civica                                   | Sindaco | [ 20 ] |
| 19 giugno 1992    | 2 settembre 1994 | Carlo Lorenzetti    | Partito Socialista Italiano                    | Sindaco | [ 21 ] |
| 23 settembre 1994 | 28 aprile 1997   | Fabio Menchetti     | Indipendente                                   | Sindaco | [ 22 ] |
| 28 aprile 1997    | 14 maggio 2001   | Stefano Bacchiocchi | Indipendente                                   | Sindaco | [ 23 ] |
| 27 maggio 2001    | 30 maggio 2006   | Stefano Bacchiocchi | Lista civica                                   | Sindaco | [ 23 ] |
| 30 maggio 2006    | 16 maggio 2011   | Guerrino Paupini    | Centro sinistra                                | Sindaco | [ 20 ] |
| 16 maggio 2011    | 6 giugno 2016    | Stefano Bacchiocchi | Lista civica Per tornare a crescere insieme    | Sindaco | [ 23 ] |
| 6 giugno 2016     | 31 dicembre 2016 | Stefano Bacchiocchi | Lista civica Per continuare a crescere insieme | Sindaco | [ 23 ] |

Successivamente alla fusione in Terre Roveresche ogni ex comune divenuto municipio di Terre Roveresche è rappresentato da un prosindaco e due consultori votati dai cittadini del singolo municipio con scheda separata durante le elezioni comunali e nominati dal consiglio comunale. Durante le elezioni amministrative del 2022 non si sono presentati candidati a ricoprire le cariche di prosindaco e consultori, pertanto si è agito nominando prosindaci e consultori alcuni cittadini residenti nel municipio.
| Periodo             | Periodo        | Primo cittadino | Partito | Carica     | Note |
| ------------------- | -------------- | --------------- | ------- | ---------- | ---- |
| Gabriella Gasparini | 27 giugno 2017 | 13 giugno 2022  |         | Prosindaco |      |
| Sauro Baldini       | settembre 2022 | in carica       |         | Prosindaco |      |

### Gemellaggi
- Freyming-Merlebach[24]